# ハビエル・エルナンデス (格闘家)
ハビエル・エルナンデス（Javier Hernandez、1989年11月2日 - ）は、スペインの男性キックボクサー。コルドバ出身。Tiger Team-KO Fighters所属。

## 来歴
2009年7月19日、Battle of Esteponaにおいてレオン・ブレストと対戦し判定勝ち。この試合はISKAインターコンチネンタル -64.5kgタイトルマッチとして行われ、勝ったエルナンデスは新王者となった。
2011年6月18日、IT'S SHOWTIME 2011 Madridに参戦。IT'S SHOWTIME 61kg MAX世界タイトルマッチでカリム・ベノーイと対戦して判定勝ち。第3代IT'S SHOWTIME -61kg 世界王者となった。
2012年7月21日、IT'S SHOWTIME 59に参戦。IT'S SHOWTIME 61kg MAX世界タイトルマッチで山本真弘と対戦し判定負け。タイトル防衛に失敗した。
2012年10月25日、RISE 90で裕樹と対戦してKO負け。
2012年11月17日、Heroes IVでミカエル・ペイノーと対戦し判定勝ち。
2014年11月22日、La 21eme Nuit des Championsでトーマス・アダマンドポウロスと対戦しKO勝ち。
2015年1月18日、K-1 WORLD GP 2015 ～-60kg初代王座決定トーナメント～に参戦。1回戦で島野浩太朗に判定勝ち、準決勝で卜部弘嵩に判定負け。トーナメントではベスト4に終わった。。
2015年4月19日、K-1 WORLD GP 2015 ～-55kg 初代王座決定トーナメント～に参戦。スーパーファイトで卜部功也と対戦し判定負け。
2015年7月4日、武林風でデン・ゼキに判定負け。
2015年9月12日、The Circle 1でマイケル・"トマホーク"・トンプソンと対戦し判定勝ち。
2015年11月14日、La 22eme Nuit Des Championsでカリム・ベノーイと再戦して判定負け。
2016年9月19日、K-1 WORLD GP 2016 IN JAPAN ～スーパー・フェザー級世界最強決定トーナメント～に参戦。1回戦で大雅と対戦したが、大雅の猛攻で戦意喪失してTKO負けとなった。
。
2017年4月1日、武林風に参戦。4選手で争われた60kg世界トーナメント予選Dグループにおいて、1回戦でFeng Liangに判定勝ち、決勝でKunbutにKO勝ちして予選通過した。
2017年5月6日、武林風に参戦。4選手で争われた60kg世界トーナメントにおいて、1回戦でワン・ジュンユーに判定勝ち、決勝で朝久裕貴に延長判定勝ちで優勝した。
2018年3月10日、武林風に参戦。8選手で争われた60kg世界トーナメントにおいて、1回戦でワン・ジュンユーと再戦して延長判定勝ち、準決勝でジャオ・チョンヤンと対戦してTKO負け。トーナメントではベスト4に終わった。。

## 獲得タイトル
- ISKAインターコンチネンタル -64.5kg王者
- 第3代IT'S SHOWTIME -61kg 世界王者
- 2017武林風 -60kg世界王者